# Cantonul Vallet
Cantonul Vallet este un canton din arondismentul Nantes, departamentul Loire-Atlantique, regiunea Pays de la Loire, Franța.

## Comune
- La Chapelle-Heulin
- Le Pallet
- La Regrippière
- Mouzillon
- Vallet (reședință)